# Zorg en Zekerheid Leiden
O Zorg en Zekerheid Leiden é um clube profissional de basquetebol sediado na cidade de Leida, Holanda do Sul, Países Baixos que atualmente disputa a Liga Neerlandesa. Foi fundado em 1958 e manda seus jogos na Vijf Meihal que possui capacidade de 2.000 espectadores.